# Tariq Bab as-Silsila

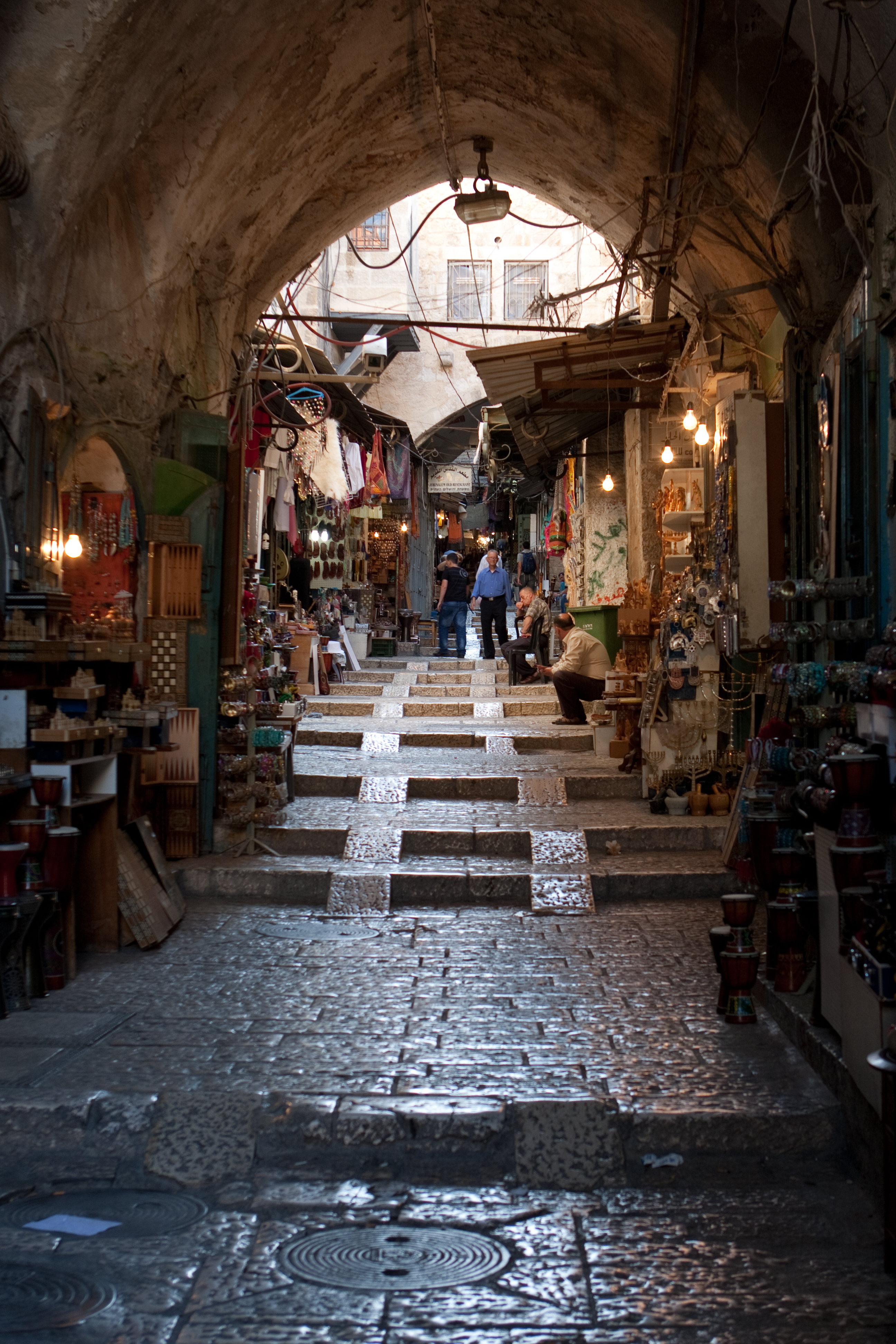
Straßenszene, Tariq Bab as-Silsila.

Tariq Bab as-Silsila, arabisch طريق باب السلسلة, DMG Ṭarīq Bāb as-Silsila, die „Kettentorstraße“, ist eine Straße im UNESCO-Weltkulturerbe Altstadt von Jerusalem. Der hebräische Straßenname ist (gleichbedeutend) רחוב שער השלשלת Rechov Scha‘ar haSchalschelet. Sie führt vom Südende der dreifachen Markthalle (siehe: Suq Chan ez-Zeit), dem alten Kreuzungspunkt von Cardo und Decumanus,⊙ nach Osten zum Haram⊙ und verbindet damit seit frühislamischer Zeit das ökonomische und das religiöse Zentrum der Stadt. Dabei folgt sie zwar dem Verlauf der sogenannten „Ersten Mauer“, die in der späten Hasmonäerzeit errichtet wurde, entstand aber als Straße erst nach der Zerstörung Jerusalems im Jüdischen Krieg, als in der Zeit Kaiser Hadrians die Zivilsiedlung Colonia Aelia Capitolina angelegt wurde.
Ihrer Bedeutung für die islamische Stadt entsprechend, wurde die Kettentorstraße architektonisch als repräsentativer „Weg zum Gebet“ ausgestaltet. Auch für die Kreuzfahrer war diese Straße der Hauptzugang zum Tempelberg, laut Ernoul trug sie um 1230 den Namen Rue del Temple.

## Baudenkmäler im Straßenverlauf

### Geldwechselstube der Kreuzfahrer
Ernoul beschrieb am Straßeneck vor dem Beginn der Rue del Temple eine Geldwechselstube der Lateiner. Die schmale kreuzgratgewölbte Halle mit sieben Kammern, in denen damals die Geldwechsler saßen, dient heute als Herrentoilette.

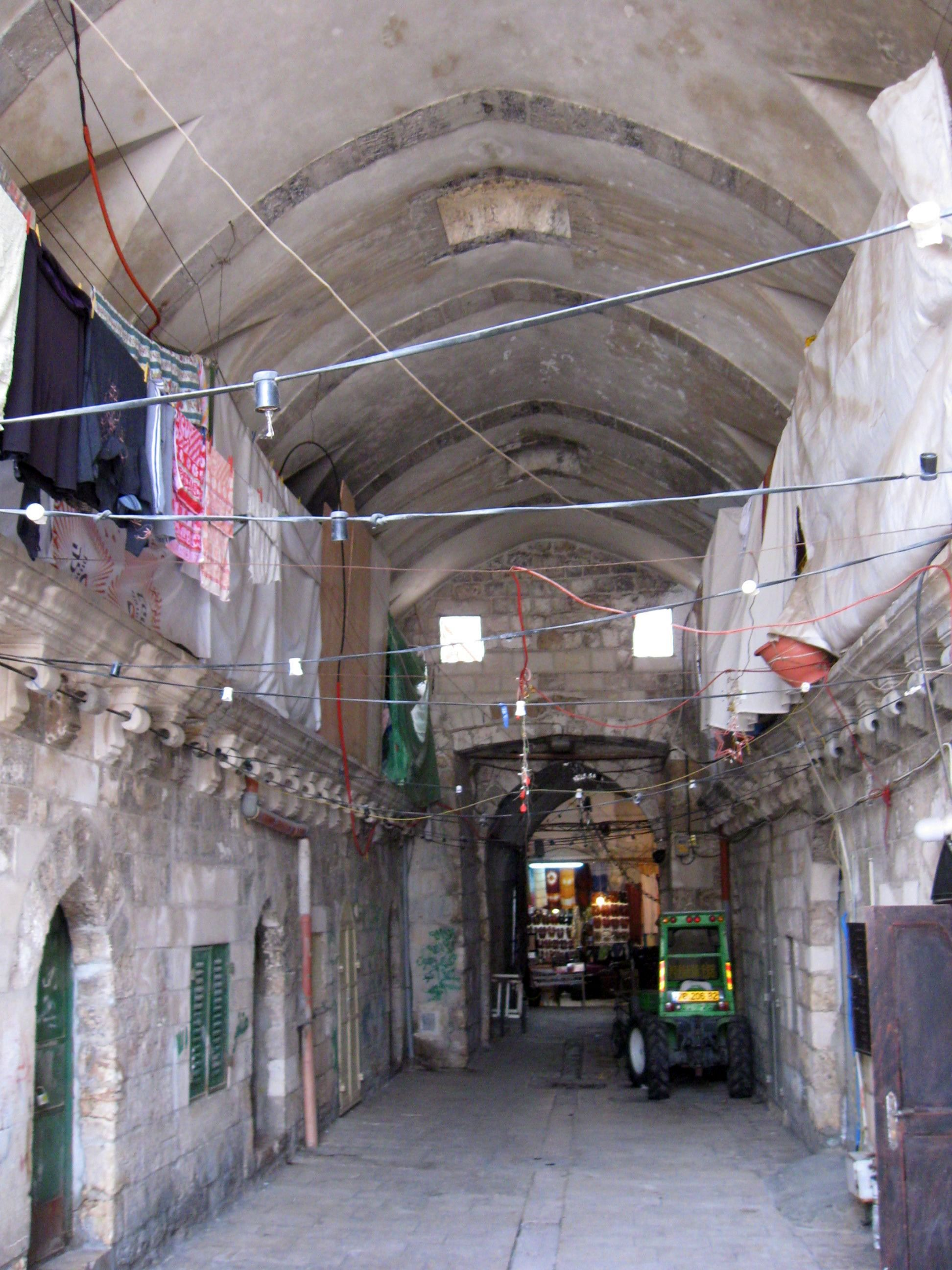
Karawanserei der Kreuzfahrer.

### Karawanserei der Kreuzfahrer (Chan as-Sultan)
18 m hinter der Geldwechselstube zweigt links ein eingewölbter Durchgang nordwärts ab,⊙ der zu einer Karawanserei führte: ein siebenjochiges Längstonnengewölbe mit Galerien auf beiden Seiten. Die abgeteilten Räume im Erdgeschoss waren Läden und Warenlager, während die kleinen Kammern im Obergeschoss als Schlafräume dienten. Das zentrale Tor auf der Nordseite führte in einen Hof, wo die Lasttiere untergebracht wurden.

### Ladenstraße
Die Kettentorstraße ist in ihrem weiteren Verlauf durch Läden gesäumt, die gegenüber dem Straßenniveau etwas höher waren, so dass im Eingangsbereich eine Bank entstand, auf der Kunden und Händler zu sitzen pflegten, um die Waren zu prüfen und den Preis zu vereinbaren. Diese Bänke wurden in der Mandatszeit entfernt (erhalten sind sie im Suq al-Qattanin). An der Größe der Läden ist erkennbar, welche Ware hier einst gehandelt wurde, beispielsweise hatten Goldschmiede kleine Läden, Teppichhändler große.

### Halle aus der Kreuzfahrerzeit
15 m vor der Abzweigung einer Straße, die rechts Richtung Klagemauer abzweigt (Rechov Plugat haKotel), befindet sich links eine Säulenhalle der Kreuzfahrer, wobei es sich um den von Ernoul erwähnten Fleischmarkt handeln kann.⊙ An der Fassade sieht man zwei Säulen.

### Mamelukisches Gebäudeensemble

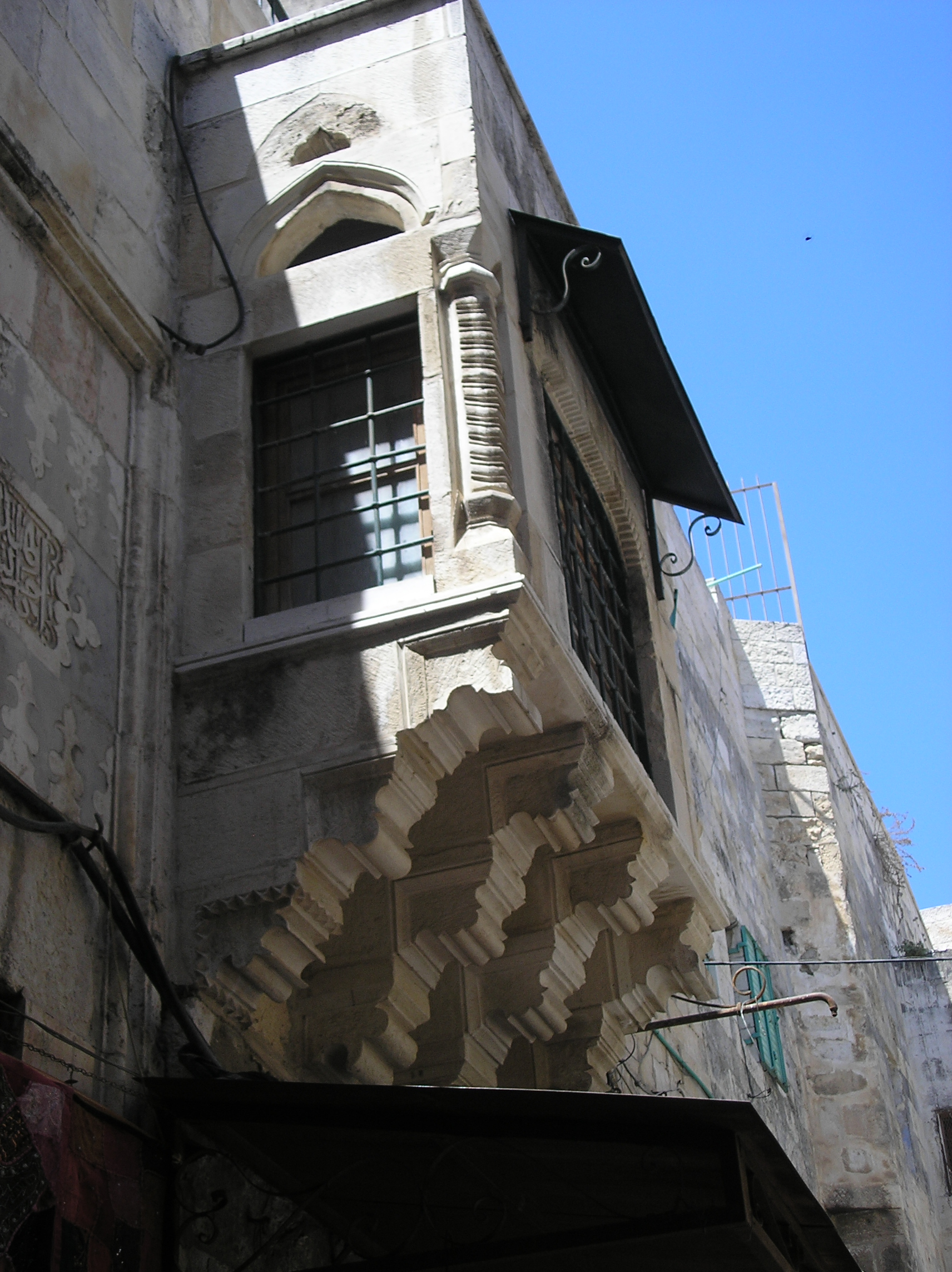
al-Madrasa at-Taschtamuriyya: Erker für die Koranrezitation.

#### al-Madrasa at-Taschtamuriyya
Laut Bauinschrift (dat. 1382/83) stiftete Saif ad-Din Taschtamur al-ʿAlaʾi hier eine juristisch-theologische Hochschule (Madrasa).⊙ Man gelangt durch einen engen Gang in einen kreuzförmigen Hof, in dessen Mitte sich ein Zierbrunnen befindet. An jeder Seite gibt es einen tonnengewölbten, halboffenen großen Raum (Iwan), in dem der Koran studiert wurde. Die Fassade ist prachtvoll dekoriert (Muqarnas, schwarzweißes Palmettenfries). Rechts des Portals befindet sich das Mausoleum für den Sohn des Stifters. Von hier führte eine Treppe zu einem Erker, von wo aus einst eine Koranrezitation für die Passanten auf der Gasse stattfand. Eine öffentliche Brunnenstube (Sabil) gehörte auch zu dem Bauensemble.

#### Turbat al-Amir Berke Chan

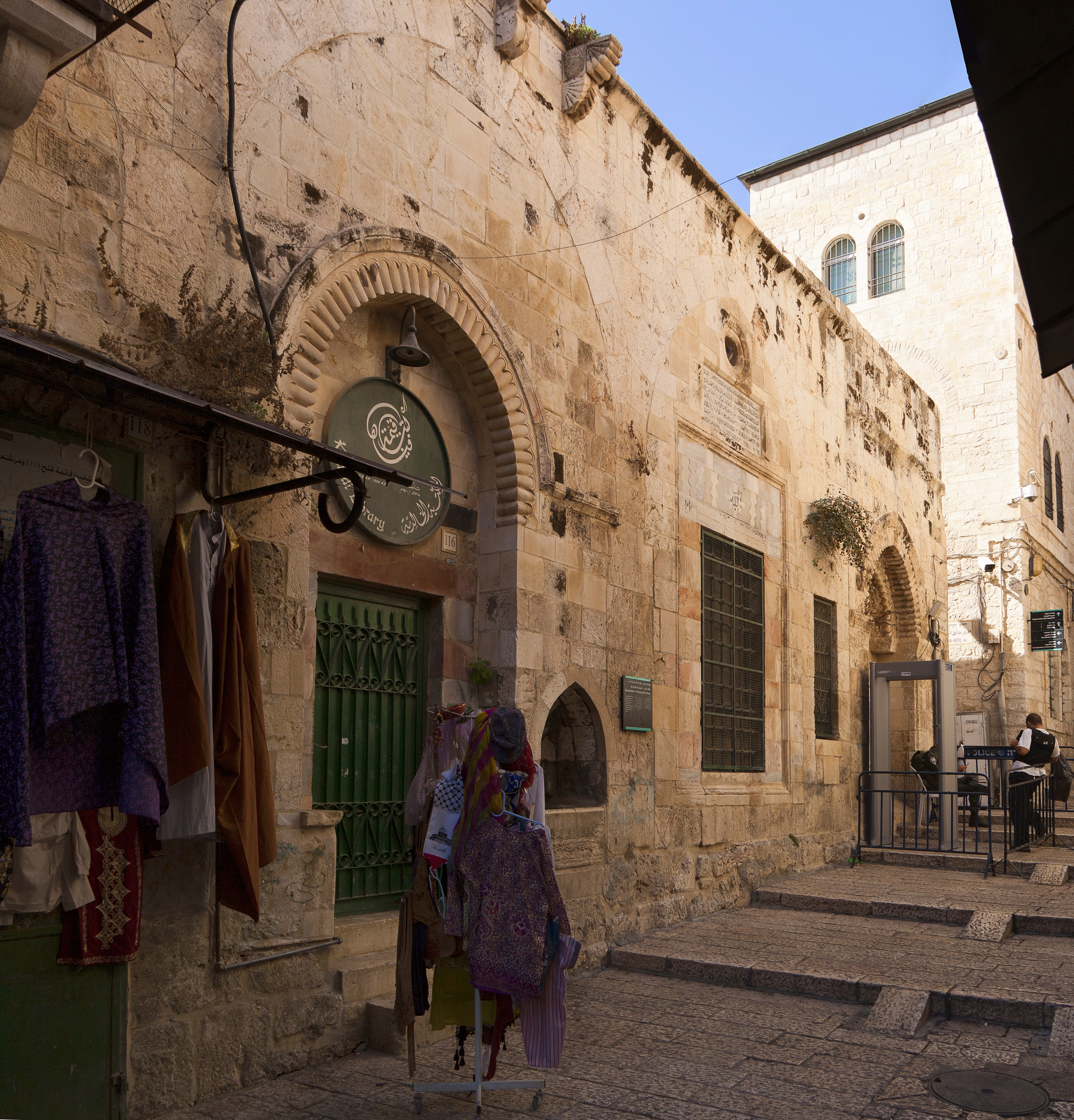
Turbat al-Amir Berke Chan (Chalidi-Bibliothek).

Dieses Mausoleum befindet sich direkt hinter dem Abzweig der Straße, die zur Klagemauer führt, und beherbergt die Bibliothek der Familie Chalidi.⊙ Diese besitzt wertvolle Manuskripte. Hier wurde Berke Chan, der Sieger über die Kreuzfahrer, nach seiner Ermordung in Damaskus (1246) von seinem Bruder ehrenvoll in einem Familienbegräbnis bestattet. Das mehrfach umgebaute Gebäude zeigt Beeinflussung durch die Architektur der Kreuzfahrer.
Die Turba für Berke Khan ist das älteste Mausoleum, das im Stadtgebiet und nahe dem Haram erbaut wurde. Gegen die Kritik religiöser Autoritäten wie Ibn Taimiya wurde der Bau solcher Grabdenkmäler für prominente Persönlichkeiten in der Mamelukenzeit üblich, allein sechs davon befinden sich an der Kettentorstraße.

#### at-Turba al-Kilaniyya

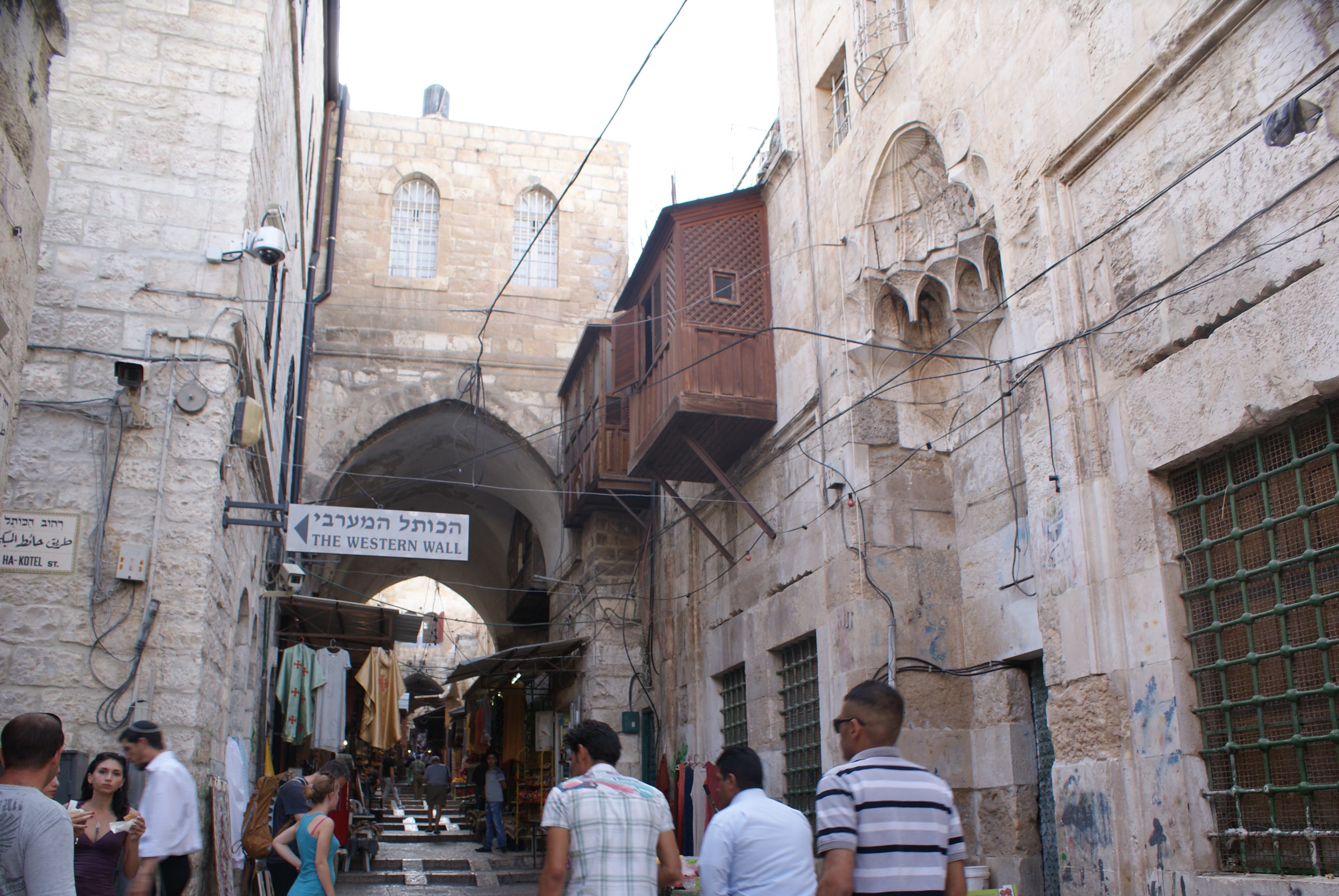
Abzweig der Straße zur Klagemauer, rechts Muqarnas der Turba al-Kilaniyya.

Dieses Mausoleum auf der gegenüberliegenden Straßenseite wurde nach der testamentarischen Verfügung des Ibn as-Sahib Kilan (gest. 1352) für ihn selbst geschaffen, der Vergleich beider Mausoleen zeigt also die Weiterentwicklung der Architektur innerhalb eines Jahrhunderts. Die überkuppelte Fassade ist achsensymmetrisch zum Portal, wobei sich die beiden Grabkammern beiderseits des Eingangs befinden.⊙ Der Raum im Obergeschoss wurde ursprünglich nicht genutzt.

### Schlichtere Bauten

#### al-Madrasa at-Taziyya

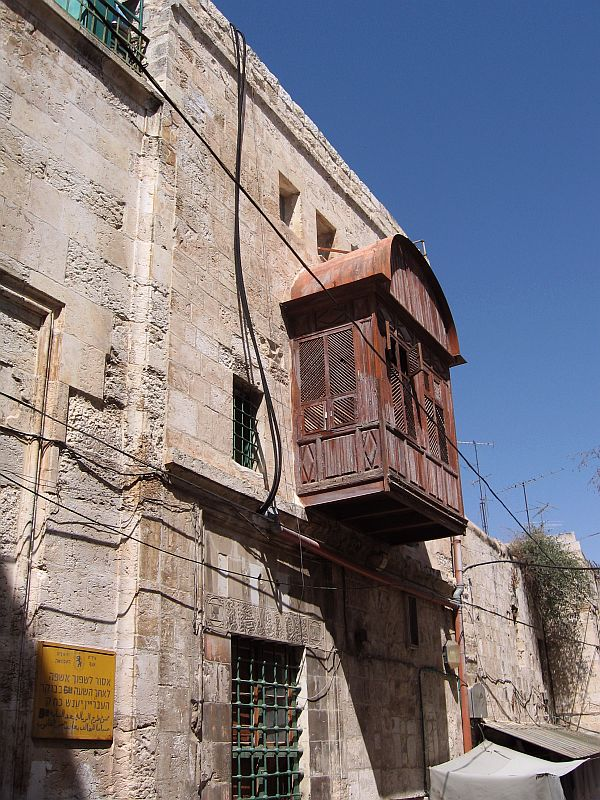
Madrasa al-Ṭazija

Dies ist eine 1362 fertiggestellte, vergleichsweise schlichte Hochschule in mamelukischem Baustil.⊙

#### at-Turba al-Dschaliqiyya

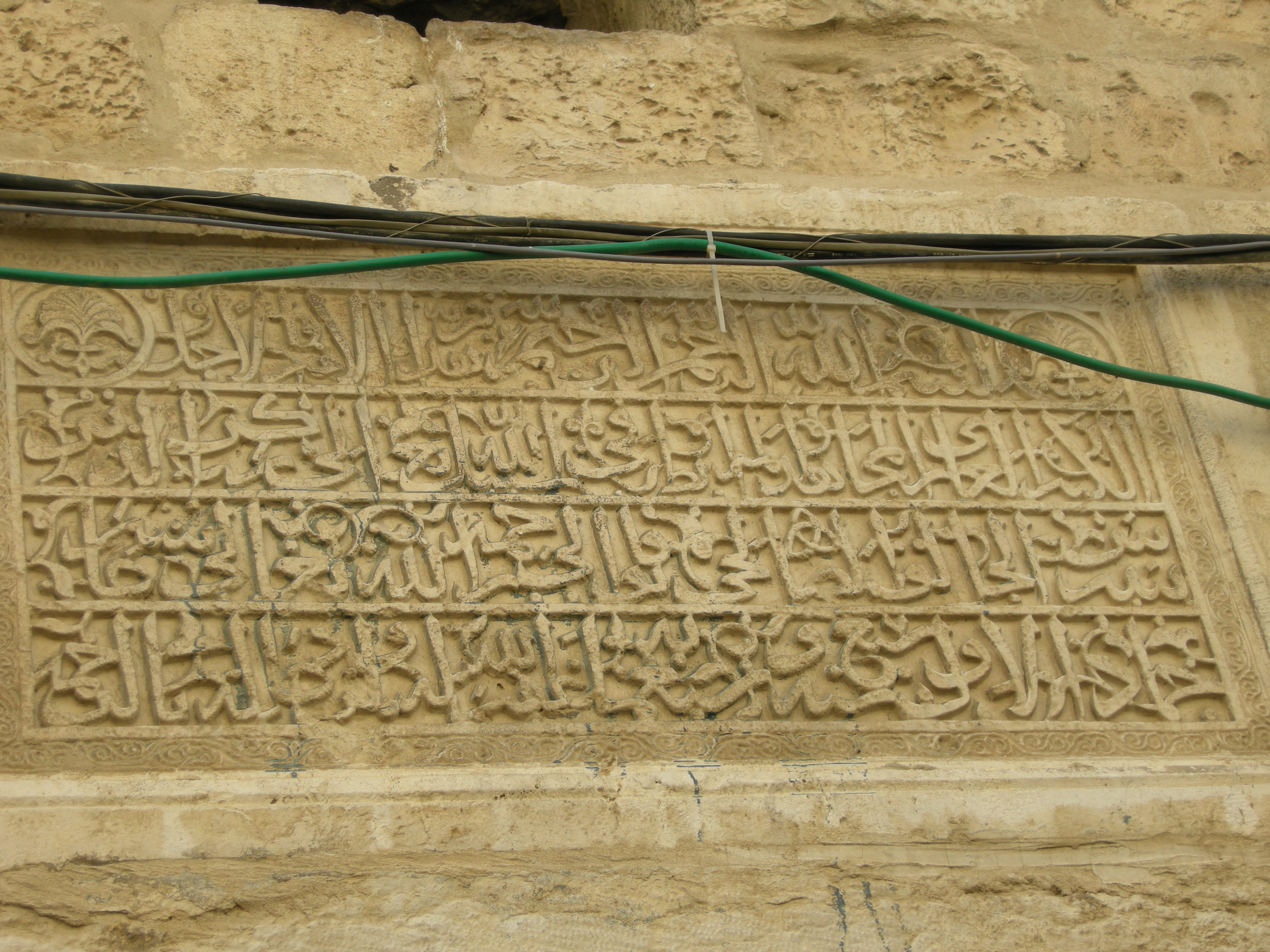
Detail, at-Turba al-Dschaliqiyya.

Das Mausoleum für den Mamluk Baibars al-Dschaliq as-Salihi (gest. 1307) befindet sich direkt vor der Treppe, die zum Tariq al-Wad (Talstraße) hinunterführt.⊙

##### Sabil Daradsch al-ʿAin
Der osmanische „Brunnen der Wassertreppe“ von 1713 befindet sich ebenfalls direkt an diesem Abstieg zur Talstraße.⊙

### Turbat Turkan Chatun

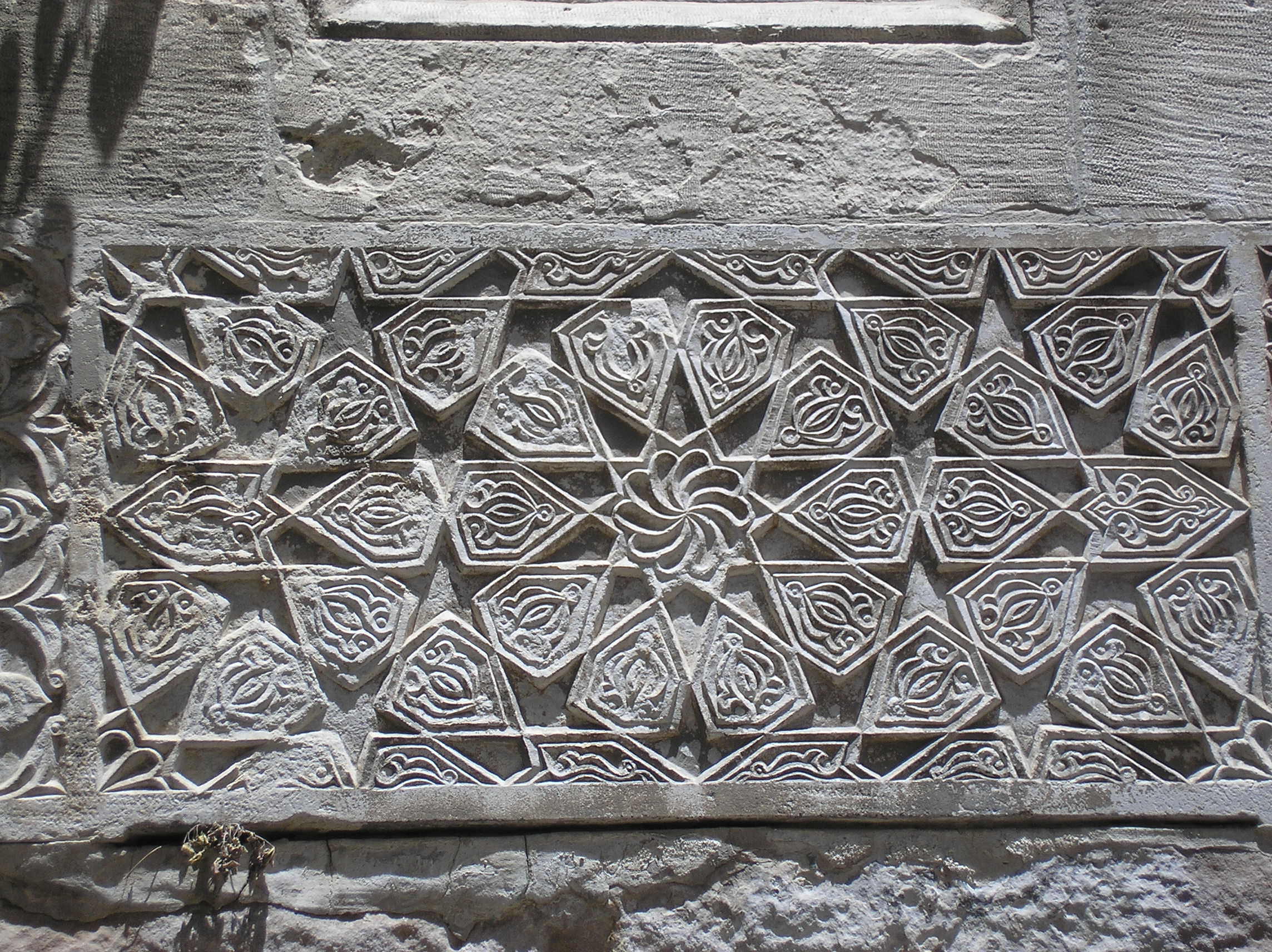
Architekturdetail, Turbat Turkan Chatun.

Das Mausoleum an der Nordseite der Kettentorstraße wurde 1352/53 für Turkan Chatun errichtet,⊙ eine Frau, über deren Biografie nichts bekannt ist, außer dass sie die Tochter des Amir Tuqtay ibn Saldschuqay war. Es handelt sich um ein besonders qualitätvolles Bauwerk des mamelukischen Stils.

### at-Turba as-Saʿdiyya
Direkt am Eck zum Vorplatz des Kettentores befindet sich dieses auf 1311 datierte Mausoleum;⊙ über den Fenstern ist ein Paneel für eine nicht ausgeführte Bauinschrift. Es gibt ein reich verziertes Nischenportal mit Bänken.

## Doppeltoranlage und Vorplatz

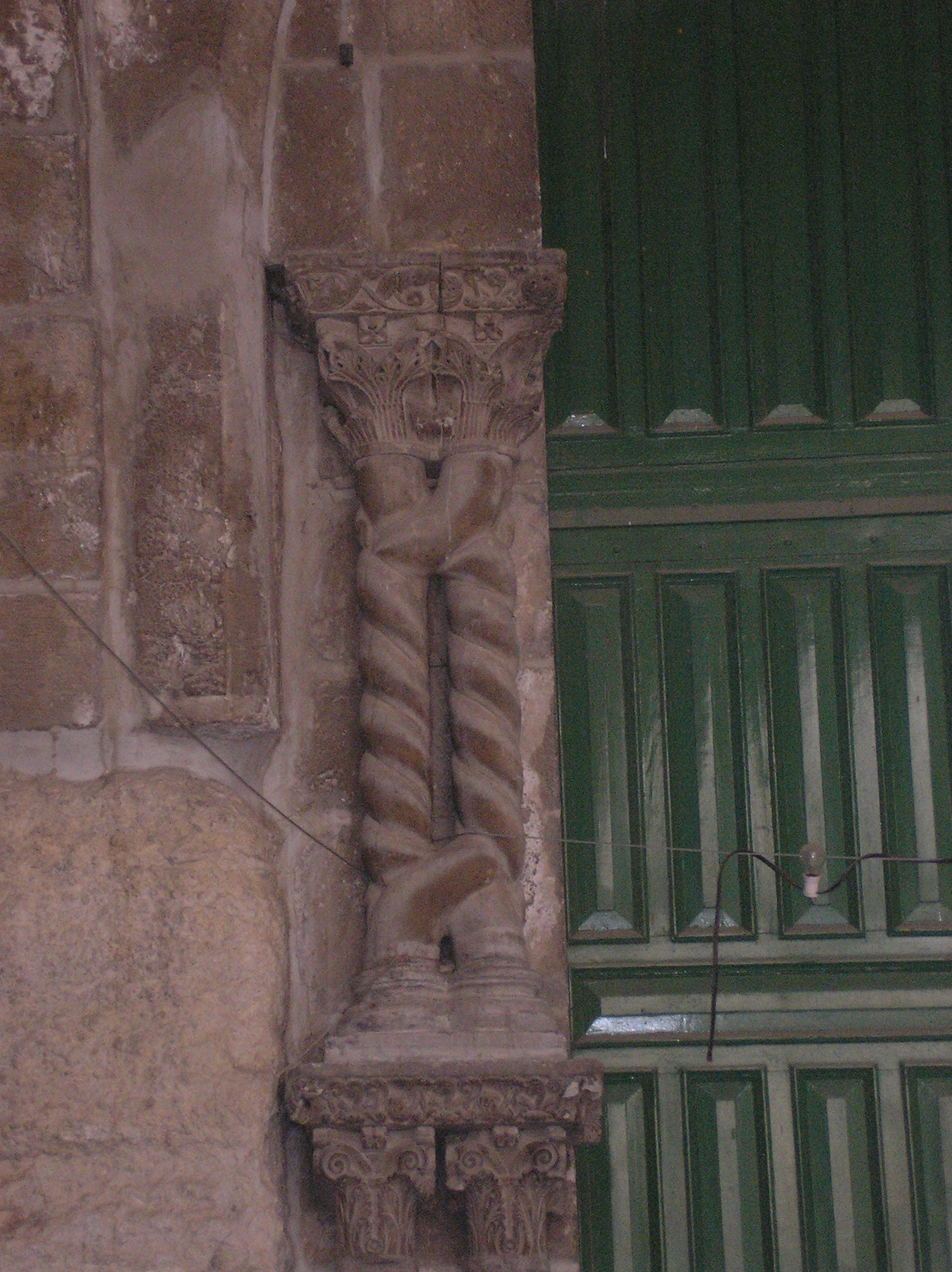
Schlangensäule, Architekturdetail des Kettentors.

### Bab as-Silsila und Bab as-Sakina
Dies ist eine Doppeltoranlage, wobei die Namengebung etwas schwankte und erst seit der mamelukischen Periode beide Tore unterschiedliche Namen tragen. Namengebend war der omajjadische „Kettendom“ (Qubbat as-Silsila) gleich östlich vom Felsendom, wo König David nach muslimischer Lokaltradition zu Gericht saß, sowie die „Einwohnung Gottes“ (arabisch Sakina, vgl. hebräisch Schechina). Bei al-Muqadassi (um 985) hieß diese Toranlage Davidstor (Bab Dawud).
Das heutige Tor stammt aus den ersten Jahren der Ayyubiden (1187–1198); das Obergeschoss wurde allerdings erst in osmanischer Zeit hinzugefügt. Eine Besonderheit ist die ausgiebige Verwendung von Spolien aus kreuzfahrerzeitlichen Bauten, beispielsweise die Trompen am Portikus mit einem Muschelornament. Möglicherweise stammte das hier verbaute Material aus einer Werkstatt, die in apulischer Tradition arbeitete.
Das nördliche Tor, Bab as-Sakina,⊙ ist in der Regel verschlossen. Das südliche Tor, Bab as-Silsila,⊙ ist für Muslime der Durchgang zum Haram.

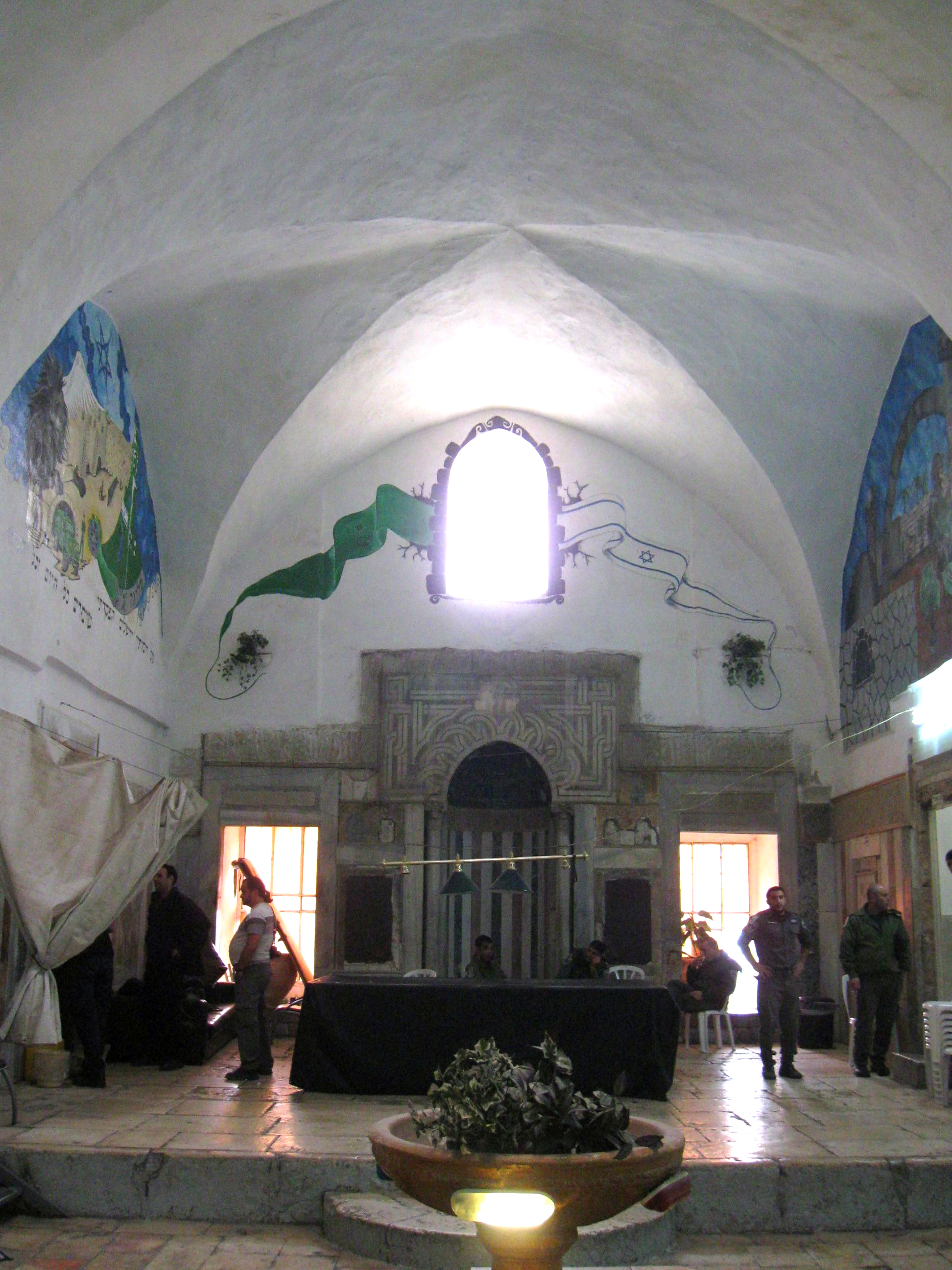
al-Madrasa at-Tankiziyya (Polizeistation), Innenraum mit Mihrab und moderner Wandmalerei.

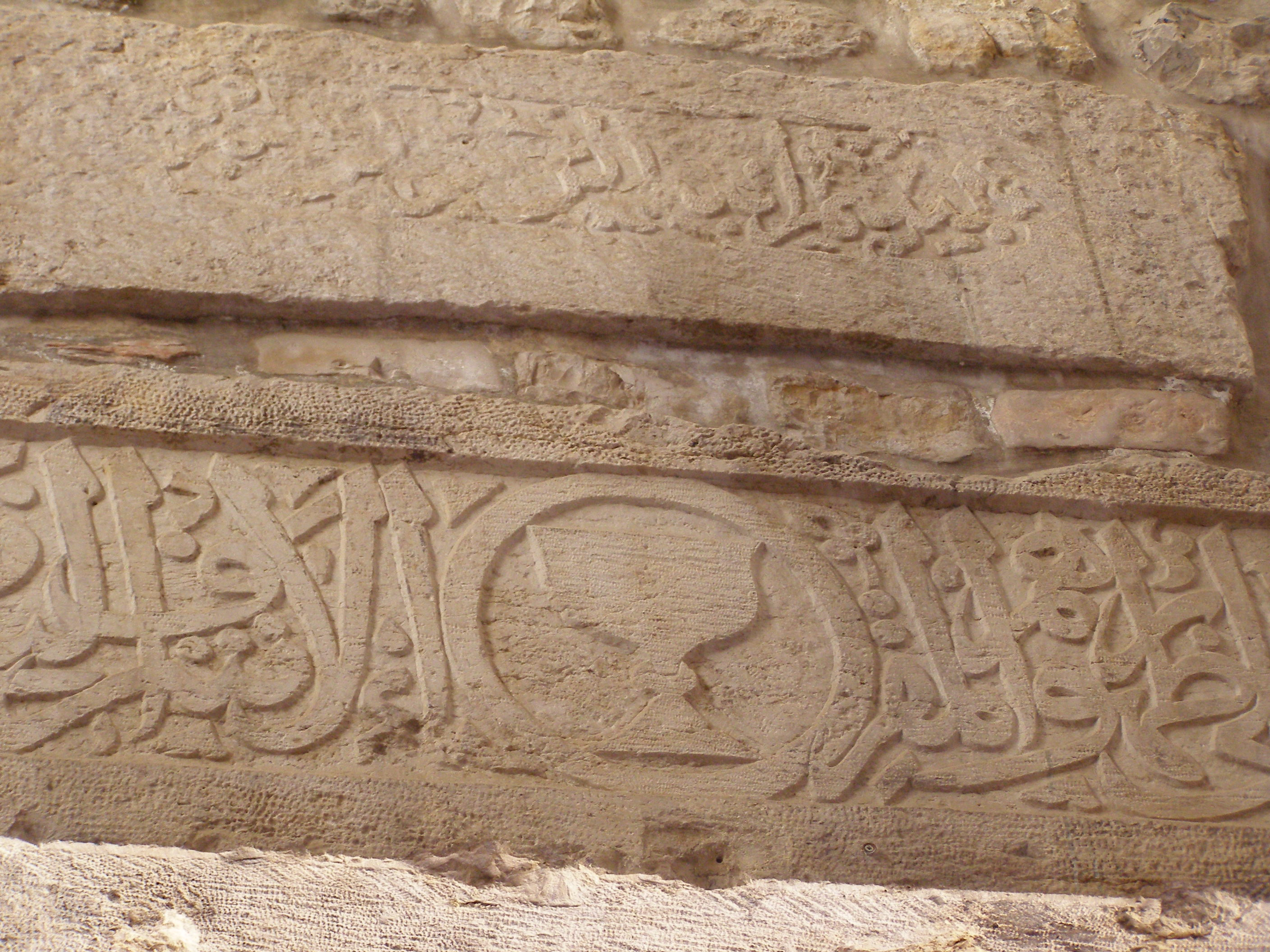
al-Madrasa at-Tankiziyya, Kelch und Stifterinschrift.

### al-Madrasa at-Tankiziyya
An der Südseite des Vorplatzes befindet sich die älteste erhaltene juristisch-theologische Hochschule Jerusalems,⊙ ein prächtiges Gebäude im mamelukischen Stil. Die Bauinschrift (dat. 1328/29) enthält das Motiv eines Kelches und erinnert daran, dass der Stifter Saif ad-Din Tankiz an-Nasiri den Rang eines Mundschenken des Sultans innehatte. Er stieg bis zum Gouverneur von Damaskus auf, wurde dann aber gestürzt und hingerichtet. Der Bauplan folgt dem für eine Madrasa klassischen Schema: in der Mitte des kreuzförmigen Hofes ist ein Zierbrunnen, jeder Kreuzarm endet in einem Iwan. Im Süden der Anlage wurde ein Mihrab mit Marmorinkrustationen und Glasmosaiken hinzugefügt.
Seit 1967 ist dieses Gebäude Sitz der israelischen Polizeistation zur Kontrolle des Tempelplatzes.

### Ribat an-Nisaʾ
Gegenüber der Madrasa befindet sich ein Hospiz für muslimische Pilgerinnen,⊙ ein unauffälliger Bau auf L-förmigem Grundriss, ebenfalls von Saif ad-Din Tankiz an-Nasiri 1330 gestiftet.

### al-Madrasa al-Baladiyya
Das Pilgerinnenquartier verdeckt die dahinter befindliche Madrasa,⊙ deren Zugang durch ein schlichtes Spitzbogenportal östlich des Ribat an-Nisaʾ erfolgt. Der Besucher kommt am Mausoleum des Stifters Mankali Bugha al-Ahmadi (gest. 1380) vorbei und betritt den kreuzförmigen Innenhof dieser größten Madrasa Jerusalems, die später zu Wohnzwecken umgebaut worden ist.

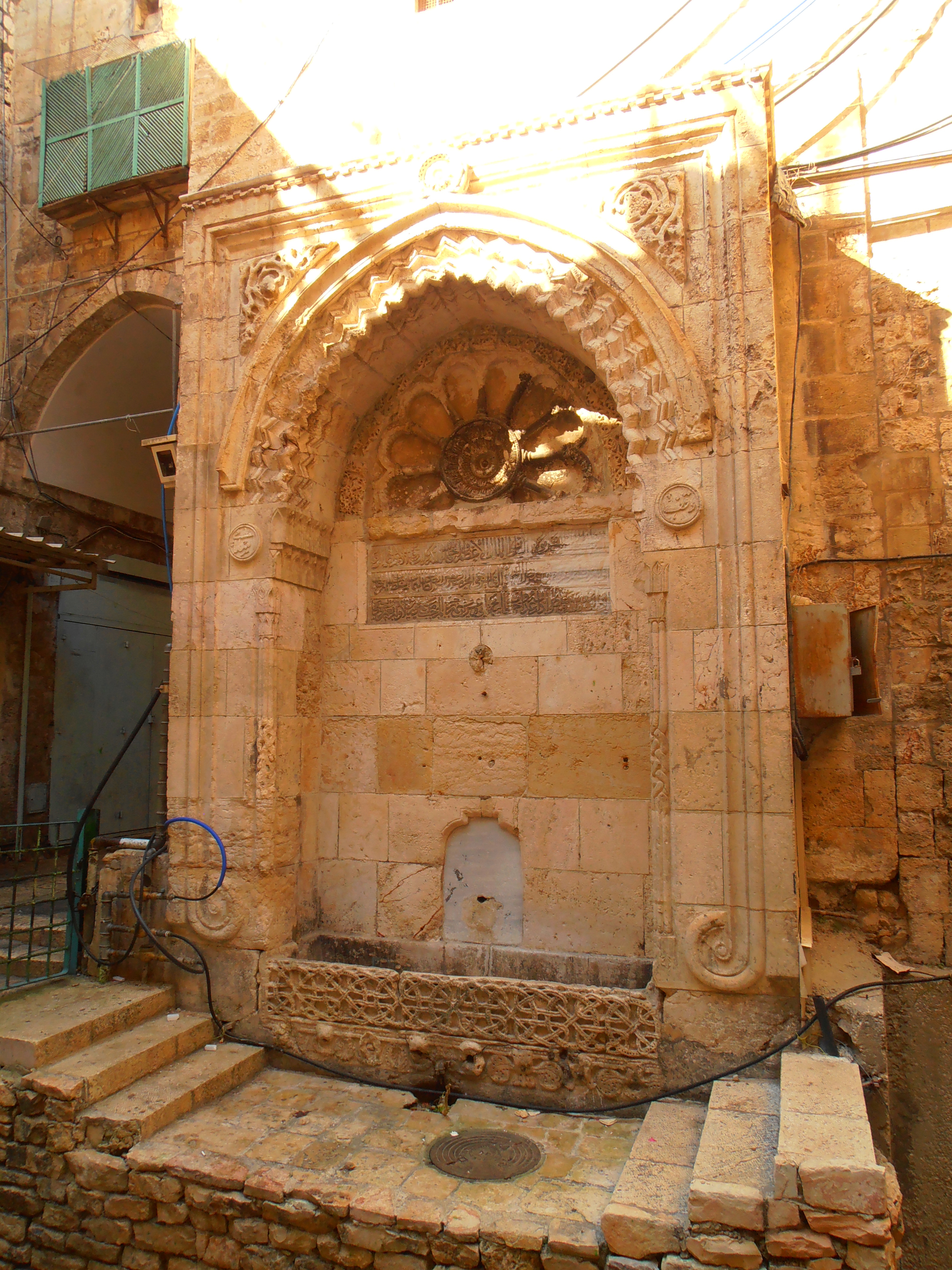
Sabil Bab as-Silsila.

### Sabil al-Aschraf Qayitbay
Dieser repräsentative Brunnen aus dem späten 15. Jahrhundert befand sich bis 1871 vor dem Eingang zur Madrasa;⊙ als Brunnentrog diente ein Sarkophag aus herodianischer Zeit. Da solche Sarkophage nicht einfach zu erlangen waren, wird vermutet, dass der Stifter al-Aschraf Qayitbay  eine herodianische Grabanlage plündern ließ, „möglicherweise das Grabmal der Königin Helena von Adiabene.“

### Sabil Bab as-Silsila
Dies ist ein osmanischer Brunnen an der Westseite des Vorplatzes.⊙ Er wurde 1537 im Rahmen einer Stadterneuerung erbaut, bei der auch der Felsendom seine blauen Fayencen erhielt, und gilt als einer der schönsten Brunnen Jerusalems. Der Stifter, Sultan Süleyman der Prächtige, bezeichnete sich in der Bauinschrift als zweiter Salomo. In der Brunnenarchitektur sind Spolien eingearbeitet, z. B. in den Zwickeln Reste von Rankenfriesen, im Bogenfeld eine Rose.

## Archäologische Untersuchungen im Bereich der Doppeltoranlage

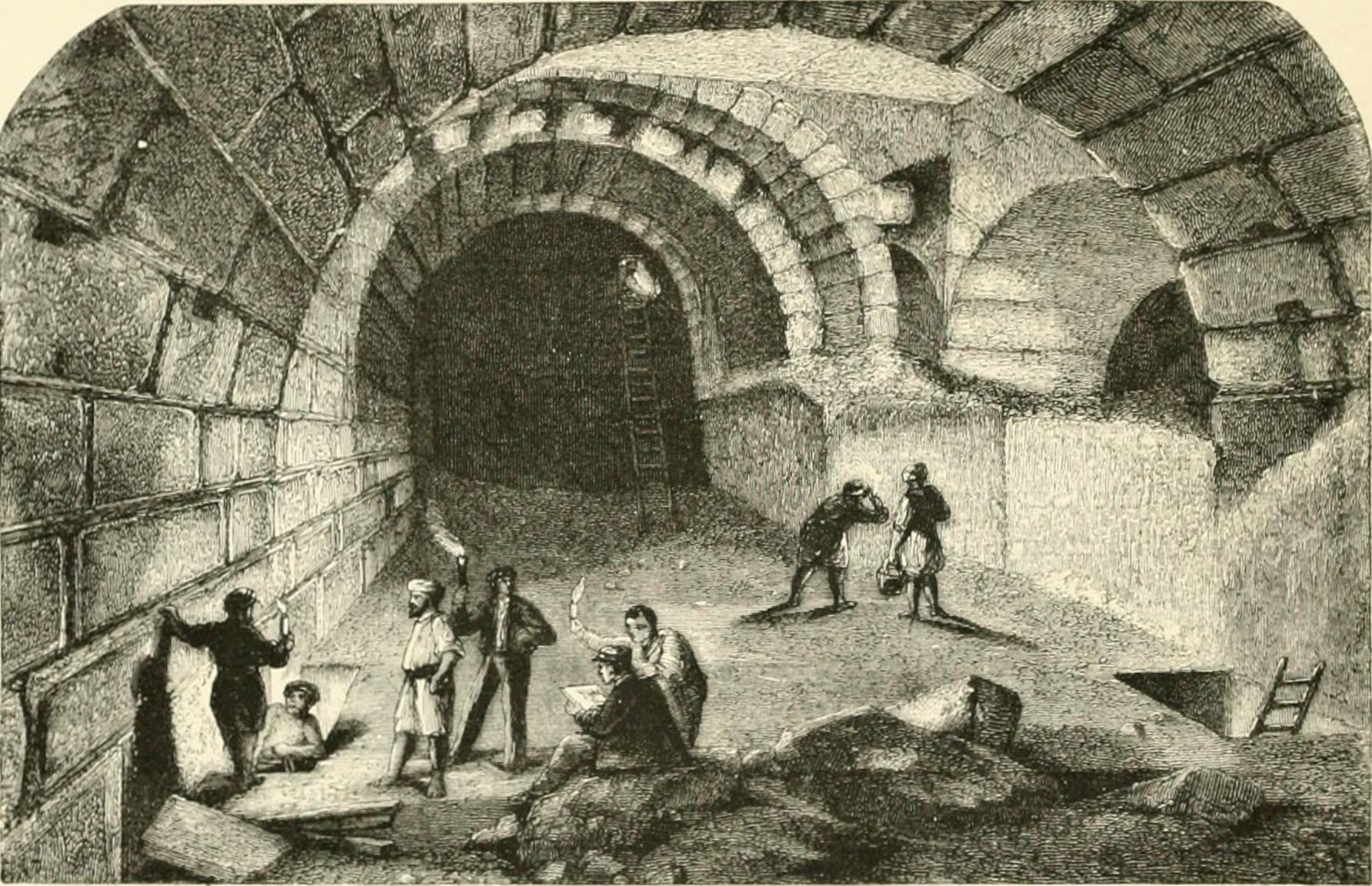
Schachtgrabung unter Charles Warren (1884).

Nachdem das ruinenhafte Gelände des Tempelbergs für die spätantike und byzantinische Stadt im Abseits gelegen hatte, wurde es in den ersten Jahren der islamischen Herrschaft zum religiösen Zentrum der muslimischen Stadt aufgewertet.

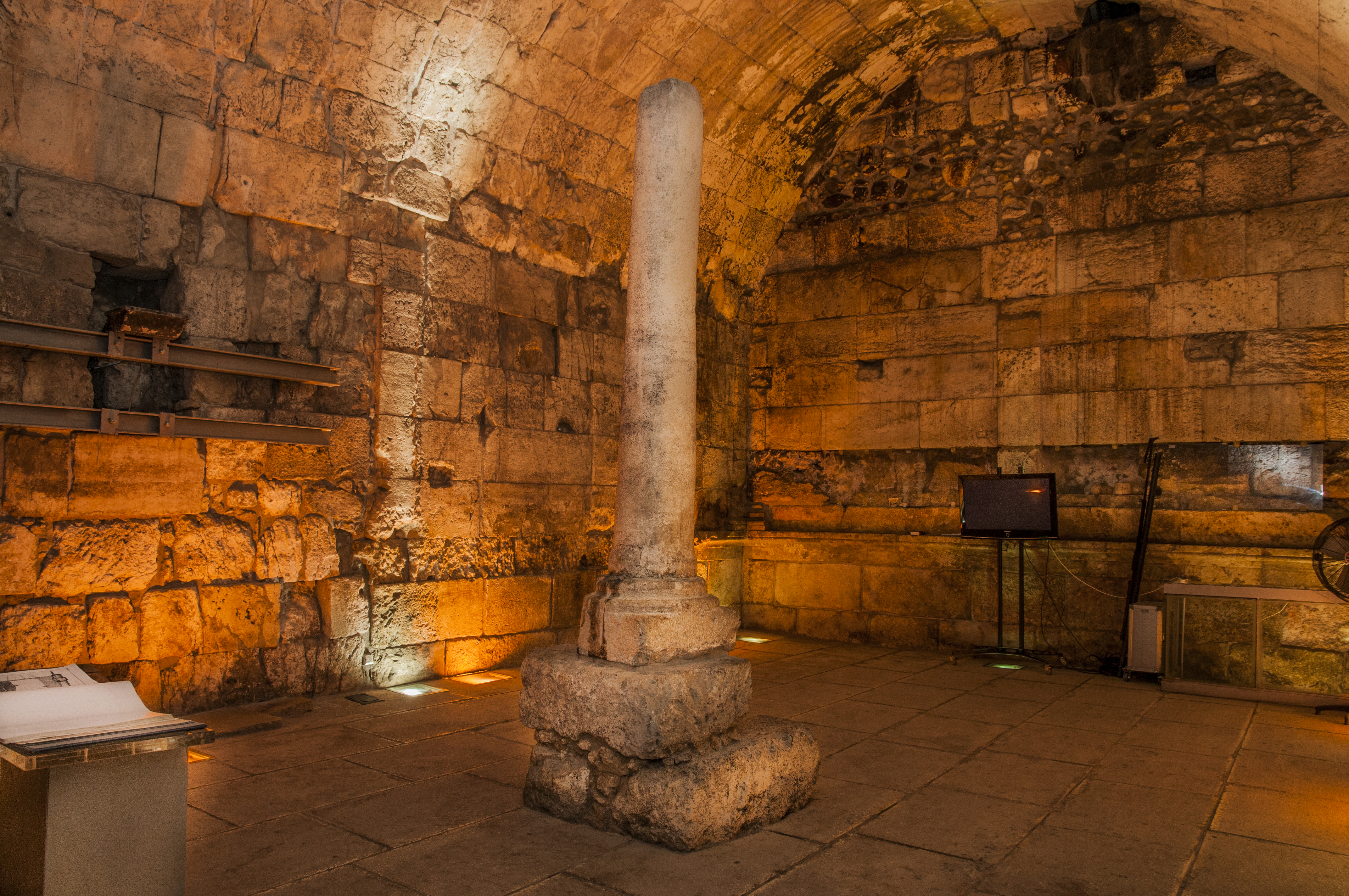
Sogenannte Maurerhalle (Masonic Hall). In späterer Zeit wurde eine zentrale Säule als Stütze hinzugefügt.

Zwei große Bauwerke aus mamelukischer Zeit am Vorplatz des Kettentors, die Madrasa al-Tankiziyya und die Madrasa al-Baladiyya, gehen mit ihren Fundamenten bis auf das Niveau des Zweiten Tempels hinunter. Diese Substrukturen wurden in osmanischer Zeit nur noch als Zisternen und Kloaken genutzt, um die sich einige Legenden rankten. Titus Tobler erkundete schon 1845 tonnengewölbte Räume, die er für Substrukturen aus der Zeit des Herodes hielt. 1867 entdeckte Charles William Wilson den monumentalen Bogen, der nach ihm benannt wurde. 1867 und 1870 grub Charles Warren zwei Schächte beiderseits des Bogens und erkundete die westlich anschließenden Räume, denen er die heute noch gebräuchlichen Namen gab: Eselstall, geheimer Durchgang, Maurerhalle und „gigantischer Gehweg“ (= Stützkonstruktion der darüber verlaufenden Kettentorstraße).
Von 1968 bis 1985 führten israelische Archäologen unter Leitung von Meir Ben-Dov im Auftrag des Ministeriums für religiöse Angelegenheiten eine gründliche Untersuchung des Bereichs durch. Sie entfernten den darin angesammelten Unrat, restaurierten die Räume und machten sie im Rahmen eines Rundgangs für Besucher zugänglich.
Von besonderem Interesse ist hierbei die sogenannte Maurerhalle. Warren glaubte, dass sich hier, nahe dem Bereich des einstigen Salomonischen Tempels, im 19. Jahrhundert Freimaurer zu Ritualen getroffen hätten; daher der Name. Aufgrund eines erhaltenen korinthischen Kapitells in der Nordostecke wird dieser Raum in die Hasmonäerzeit datiert und war damals vielleicht Teil des hellenistischen Gymnasiums. Zur Zeit des Herodes war er Teil eines wichtigen öffentlichen Gebäudes, möglicherweise des Rathauses, das von Flavius Josephus erwähnt wird. Es handelt sich um einen rechteckigen Raum mit einer Grundfläche von 14 × 25,5 m. Die Wände sind innen geglättet und mit Pilastern verziert; von den zugehörigen Kapitellen ist noch eines vorhanden. An der Außenseite zeigen die Mauern qualitätvolles Bossenwerk. Die Einwölbung der Decke stammt nicht aus antiker Zeit, sondern ist wahrscheinlich umayyadisch.